# Bistum Huánuco
Das Bistum Huánuco (lat.: Dioecesis Huanucensis) ist ein in den nördlichen peruanischen Anden gelegenes römisch-katholisches Bistum mit Sitz in Huánuco.

## Geschichte
Ein neues Bistum mit Sitz in Huánuco zu gründen, war schon im 17. Jahrhundert von der spanischen Kolonialverwaltung beabsichtigt worden. Doch gerieten die Planungen ins Stocken, ebenso wie eine entsprechende Initiative des Kongresses der Republik Peru im Jahre 1832. Erfolg hatte schließlich ein Vorstoß von Präsident Juan Antonio Pezet beim Heiligen Stuhl im Jahre 1864. Das Bistum Huánuco wurde am 17. März 1865 aus Gebietsabtretungen des Erzbistums Lima errichtet. Es gab in seiner Geschichte mehrmals Teile seines Territoriums zur Gründung neuer Bistümer ab. Das Bistum Huánuco ist dem Erzbistum Huancayo als Suffraganbistum unterstellt. Das Bistum umfasst die Region Huánuco.

## Bischöfe von Huánuco
- Manuel Teodoro del Valle Seoane, 27. März 1865–29. August 1872, dann Erzbischof von Lima
- Alfonso María de la Cruz Sardinas Zavala OFM, 31. Oktober 1889 – Juni 1902
- Pedro Pablo Drinot y Piérola SS.CC., 8. Juni 1904–21. Oktober 1920
- Francisco Rubén Berroa y Bernedo, 12. August 1922–4. November 1946, dann Bischof von Ica
- Teodosio Moreno Quintana, 27. Juni 1947–17. Dezember 1956, dann Bischof von Huaraz
- Ignacio Arbulú Pineda, 6. Februar 1959–6. April 1979
- Anton Kühner MCCJ, 24. Juli 1980–22. Januar 1991
- Ermanno Artale Ciancio SDB, 21. Juni 1994–17. September 2003
- Jaime Rodríguez Salazar MCCJ, 16. Dezember 2004–12. Mai 2016
- Neri Menor Vargas OFM, 12. Mai 2016–20. April 2022, dann Bischof von Carabayllo
- Pedro Bustamante López, seit 1. Juni 2024